# Fritz Windisch

Fritz Windisch als Marinesoldat 1914

Fritz Fridolin Windisch Geburtsname: Friedrich Karl Windisch (* 20. Dezember 1895 in Niederschönhausen; † 7. April 1961 in Berlin) war ein deutscher Brauwissenschaftler und Gärungschemiker.

## Leben

### Familie
Windisch entstammte einer bildungsbürgerlichen Familie; sein Vater Wilhelm Windisch und sein Onkel Karl Windisch waren ebenfalls Gärungschemiker.
Friedrich Karl Windisch war in erster Ehe mit Ilse Schütt verheiratet, die 1936 starb. Im Mai 1939 heiratete er Maria Ochschim, geschiedene Stachelrodt, die den 1929 geborenen Sohn Günter Stachelrodt mit in die Ehe brachte. 1939 wurde Sohn Christian Windisch geboren.
Er verstarb 1961 in Berlin, die Beisetzung fand am 12. April 1961 auf dem Städtischen Friedhof Pankow, Abteilung III, statt.

### Ausbildung
Windisch besuchte ein Realgymnasium in Pankow. Während des Ersten Weltkriegs war er von 1914 bis 1918 Marinesoldat und wurde dienstunfähig mit Vollrente vom Militär entlassen. Danach studierte er zunächst Kunstgeschichte und Musik. 1923 wechselte er zum Studium der Naturwissenschaften und studierte an den Universitäten Berlin und Leipzig Chemie, Physikalische Chemie, Botanik, Geologie und Philosophie. Er dissertierte 1925 an der Universität Berlin zum Doktor der Philosophie mit einer Arbeit über Das Wesen der Essiggärung und die chemischen Leistungen der Essigbakterien bei Carl Neuberg am Kaiser-Wilhelm-Institut für Biochemie in Berlin-Dahlem. 1926 wurde er wissenschaftlicher Assistent am Institut für Gärungsgewerbe (IfG) in Berlin.

## Wirken

### Musikredakteur
Melos war eine deutschsprachige Musikzeitschrift, die 1920 von dem Dirigenten Hermann Scherchen als Organ der Neuen Musikgesellschaft gegründet worden war. 1921 übernahm Fritz Fridolin Windisch die Redaktion dieser Zeitschrift, die durch die Inflationsfolgen im August 1922 vorübergehend ihr Erscheinen einstellen musste. Ab 1924 gab Hans Mersmann die Zeitschrift heraus, die 1943 mit den noch verbliebenen deutschen Musikzeitschriften zu Musik im Kriege zwangsvereinigt wurde.
1933 wurde Windisch von der NS-Studentenschaft und dem NS-Dozentenbund als „Musikbolschewist“ bei der Gestapo denunziert, woraufhin er verhaftet und mehrfach gefoltert wurde. Unter anderem durch die Fürsprache von Wilhelm Furtwängler kam er aus der Haft wieder frei.

### Brauwissenschaftler
Ab 1926 war Windisch in den biologischen, biochemischen und brautechnologischen Abteilungen des IfG tätig und führte dort zahlreiche wissenschaftliche Arbeiten durch, die in der Wochenschrift für Brauerei, in der Zeitschrift für das gesamte Brauwesen, in der Biochemischen Zeitschrift, in der Zeitschrift für Physiologische Chemie, in den Ergebnissen der Enzymforschung, in der Zeitschrift für Spirituosen-Industrie, in der Zeitschrift für Essig-Industrie und in der Zeitschrift für Kohlensäure-Industrie veröffentlicht worden sind. Ein englischsprachiger Vortrag zu brautechnischen Fragen wurde im Journal of the Institute of Brewing publiziert. Ab 1928 wurde er auch für praktische Beratungen des Brauerei- und Mälzereigewerbes seitens der Versuchs- und Lehranstalt für Brauerei eingesetzt.
1932 gründete Windisch ein eigenes Institut für Brauerei und Mälzerei in der Invalidenstraße 102 zu Berlin.
Ab 1939 war Windisch Herausgeber der Zeitschrift Brautechnologie, die 1942 wegen „Missachtung nationalsozialistischer Belange“ verboten wurde.
Von Juli 1945 bis September 1947 war er Technischer Leiter bei der Brauerei Gebr. Otterbein bzw. Artur Otterbein in Schlitz im mittelhessischen Vogelsbergkreis bzw. der Brauerei Artur Otterbein in Ginnheim, einem Stadtteil von Frankfurt am Main.
Am 17. April 1947 erfolgte die Berufung zum Professor mit Lehrauftrag für Biochemie an die Landwirtschaftlich-Gärtnerische Fakultät der Berliner Universität. Ab dem Wintersemester 1947/48 hielt Friedrich Karl Windisch Vorlesungen über Angewandte Biochemie und Biotechnik an der Berliner Universität.

### Krebsforscher
1950 wurde Windisch Direktor des „Instituts für zellphysiologische Krebsforschung“ am Institut für Medizin und Biologie der Deutschen Akademie der Wissenschaften zu Berlin.

## Ehrungen
- 1955: Vaterländischer Verdienstorden in Silber

## Schriften (Auswahl)
- 1919: Dem Proletariat: Dichterworte.
- 1919: Der Geistig-Schaffende: Seine elementare Notwendigkeit bei der Errichtung der kommunistischen Republik.
- 1919: Klang aus meiner Finsternis.
- 1926: Über das Wesen der Essiggärung und die chemischen Leistungen der Essigbakterien.
- 1929: Chemie des Brauers.
- 1929: Brautechnische Betriebskontrolle.
- 1932: Die Bedeutung des Sauerstoffs für die Hefe und ihre biochemischen Wirkungen.